# Инджиково
Инджиково (на македонска литературна норма: Инџиково) е село в община Гази Баба на Северна Македония. 

## География
Селото е разположено в Скопската котловина на левия бряг на Вардар и на практика е квартал на Скопие.

## История
В края на XIX век Инджиково е село в Скопска каза на Османската империя. Според статистиката на Васил Кънчов („Македония. Етнография и статистика“) към 1900 година в Инджиково живеят 76 българи християни и 5 турци.
В началото на XX век цялото християнско население на селото е под върховенството на Българската екзархия. По данни на секретаря на екзархията Димитър Мишев („La Macédoine et sa Population Chrétienne“) в 1905 година в Инджиково има 56 българи екзархисти и 6 цигани.
След Междусъюзническата война в 1913 година селото попада в Сърбия.
На етническата си карта от 1927 година Леонард Шулце Йена показва Инджиково (Indžikovo) като село с неясен етнически състав.
Според преброяването от 2002 година Инджиково има 3343 жители.
| Националност     | Всичко |
| северномакедонци | 2567   |
| албанци          | 553    |
| турци            | 2      |
| роми             | 62     |
| власи            | 17     |
| сърби            | 62     |
| бошняци          | 23     |
| други            | 57     |

## Личности
Родени в Инджиково
- Велко Цветков (1892 – 1926), български революционер, деец на ВМРО[5]